# Forever (musikalbum av Smile.dk)
Forever är ett studioalbum av den svenska popgruppen Smile.dk, släppt oberoende den 14 juli 2017.  Albumet markerar projektets första albumsläpp på över ett decennium, efter släppet av Party Around the World (2008).  Albumet innehåller ominspelningar av tidigare släppta låtar, inklusive "Boys" och "Butterfly". 

## Låtlista
1. "Karaoke Star" –  3:14
2. "Boys (Forever)" –  3:04
3. "Kick Back" –  3:13
4. "Our Little Corner" –  3:18
5. "Butterfly (Forever)" – 3:42
6. "My Candycrush" – 3:09
7. "Mr. Wonderful (Forever)" – 3:20
8. "Future Girls (Forever)" – 3:40
9. "Within a Fantasy" – 4:08
10. "Einstein on the Beach" – 3:03
11. "Dragonfly (Forever)" – 4;11
12. "Moshi Moshi (Forever)" – 2:57
13. "Smile (Forever)" – 2:58
14. "Butterfly (Deep House Remix) (Ft. Oli G) " – 5:54
15. "Boys (Geisha Remix)" – 4:01
16. "Our Little Corner (Summer Breeze Remix) (Ft. The Portola Valley Kids)" – 3:36